# 黃腳虎頭蜂

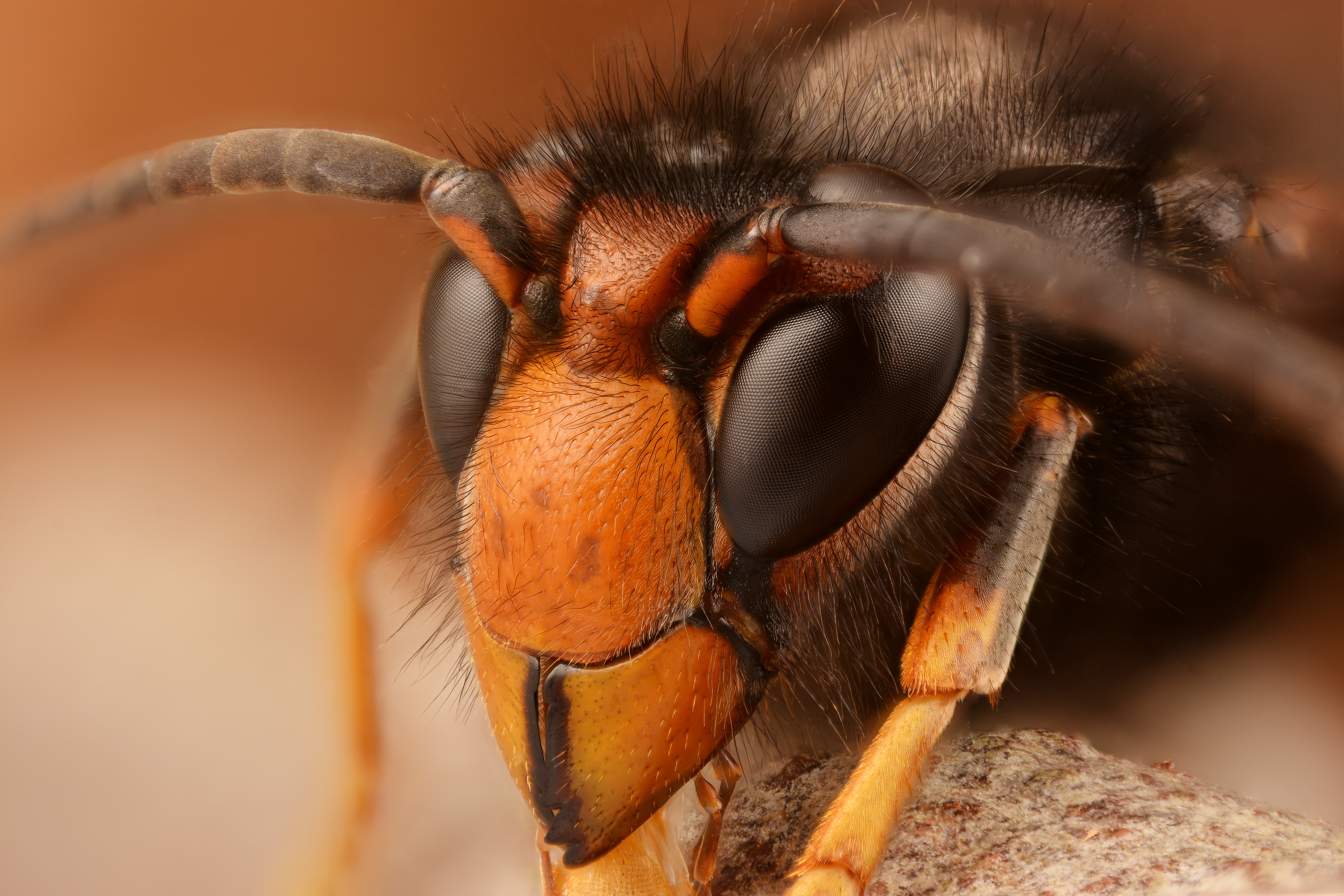
頭部特寫

黃腳虎頭蜂 (Vespa velutina) 是分佈在南亞的一種虎頭蜂。

## 分类与分布
根据目前的胡蜂属分类方法，黄脚胡蜂目前有以下几种颜色型：
Vespa velutina velutina Lepeletier 指名颜色型 分布于爪哇岛，巴厘岛
Vespa velutina auraria Smith   中国大陆学术文献称其为“凹纹胡蜂”颜色型，中国民间称其为“花背黄脚胡蜂”。  分布于巴基斯坦（克什米尔地区，斯瓦特县），印度（克什米尔地区，喜马偕尔邦，阿萨姆邦）不丹，缅甸，尼泊尔和中国大陆的西藏墨脱地区及云南大部分地区
Vespa velutina variana van der Vecht  中国大陆称其为“异凹纹胡蜂”颜色型   分布于越南，缅甸，老挝，泰国和中国的云南南部
Vespa velutina flavitarsus Sonan 台湾本地俗称“黄跗虎头蜂”，“赤尾虎头蜂”等。分布于台湾
Vespa velutina divergens Perez  分布于马来半岛
Vespa velutina karyni van der Vecht  分布于苏门答腊岛
Vespa velutina ardens du Buysson   分布于龙目岛，松巴哇
Vespa velutina sumbana van der Vecht 分布于松巴岛
Vespa velutina floresiana van der Vecht 分布于弗洛雷斯岛
Vespa velutina timorensis van der Vecht 分布于帝汶岛
Vespa velutina celebensis van der Vecht 分布于苏拉维西岛
Vespa velutina var. nigrithroax du Buysson  中国大陆学术文献称其为“墨胸胡蜂”颜色型，中国民间称其为“黑背黄脚胡蜂”。分布于中国大陆北到山东和河南新乡，南到香港，东到江苏，浙江，西到四川，西藏墨脱，横跨陕西，湖北，甘肃等多个省市的广大地区；不丹，印度的锡金邦，阿萨姆邦。目前已入侵日本的对马岛和壱岐；西欧如法国，西班牙，德国，英国和韩国
在早期学术文献中，来自克什米尔地区和巴基斯坦的黄脚虎头蜂被认为是Vespa velutina pruthii亚种。但是在上世纪九十年代该亚种被废除而并入V.v.auraria。